# Eucalyptus salubris
Eucalyptus salubris là một loài thực vật có hoa trong Họ Đào kim nương. Loài này được F.Muell. mô tả khoa học đầu tiên năm 1876.